# Fondation Mérieux
 (mai 2018).
Si vous disposez d'ouvrages ou d'articles de référence ou si vous connaissez des sites web de qualité traitant du thème abordé ici, merci de compléter l'article en donnant les références utiles à sa vérifiabilité et en les liant à la section « Notes et références ».
La Fondation Mérieux est une fondation familiale indépendante reconnue d’utilité publique créée par Charles Mérieux. Elle s’est donné pour mission de contribuer à la santé mondiale par le renforcement des capacités locales des pays en développement pour réduire l’impact des maladies infectieuses sur les populations vulnérables.

## Histoire
Elle est créée en 1967 par le docteur Charles Mérieux, en hommage à son père Marcel Mérieux, élève de Louis Pasteur et fondateur de l’Institut Mérieux en 1897. Elle est reconnue d’utilité publique en 1976.
Elle joue un rôle dans la lutte contre les maladies infectieuses en intervenant dans divers axes ; 
Accroître l’accès au diagnostic car le diagnostic est un outil indispensable pour la surveillance et le contrôle des maladies.
Renforcer les capacités de recherche, notamment par la formation des équipes sur places et par la mise en place de programme de recherche.
Échanger et partager des connaissances, pour la diffusion des avancées médicales mondiales.
Agir pour la mère et l’enfant, les plus vulnérables face aux maladies infectieuses.

La fondation est présente dans 18 pays comme le Mali, le Cambodge, Laos et Haïti. Elle construit ses projets avec les autorités de santé et partenaires locaux.  